# Comuna Ștorobăneasa, Teleorman
Ștorobăneasa este o comună în județul Teleorman, Muntenia, România, formată din satele Beiu și Ștorobăneasa (reședința).

## Geografia
Clima are un caracter continental cu veri călduroase, precipitații moderate, în special sub formă de averse, și cu viscole în timpul iernii. Radiația solară variază între 125 și 127 kcal/cmp/an. Temperatura medie anuală este de 11,5° Celsius și media anuală a precipitațiilor este de 530 mm/mp. Se află la confluența râurilor Vedea și Teleorman, la circa 18 km sud-est de reședința județului, Alexandria, și la circa 30 km nord-est de orașul Zimnicea. Se învecinează la vest cu comuna Brânceni și cu comuna Smârdioasa, la nord cu comuna Mârzănești, la sud cu comuna Cervenia și la Est cu județul Giurgiu.

## Demografie
Componența etnică a comunei Ștorobăneasa
     Români (86,4%)
     Romi (8,59%)
     Alte etnii (5,01%)
Componența confesională a comunei Ștorobăneasa
     Ortodocși (90,47%)
     Creștini după evanghelie (2,07%)
     Penticostali (1,13%)
     Alte religii (1,17%)
     Necunoscută (5,16%)
Conform recensământului efectuat în 2021, populația comunei Ștorobăneasa se ridică la 2.655 de locuitori, în scădere față de recensământul anterior din 2011, când fuseseră înregistrați 3.101 locuitori. Majoritatea locuitorilor sunt români (86,4%), cu o minoritate de romi (8,59%). Din punct de vedere confesional, majoritatea locuitorilor sunt ortodocși (90,47%), cu minorități de creștini după evanghelie (2,07%) și penticostali (1,13%), iar pentru 5,16% nu se cunoaște apartenența confesională.

## Istorie
La sfârșitul secolului al XIX-lea, comuna făcea parte din plasa Marginea a județului Teleorman și era alcătuită doar din satul Ștorobăneasa având o populație de 1016 de locuitori. În comună funcționa o școală mixtă și o biserică. La acea vreme, pe teritoriul actual al comunei, în aceiași plasă, funcționa și comuna Beiu, care era alcătuită din satele Beiu, Beiu-Sfânta Ecaterina și Cârloțeasca, având o populație de 1616 de locuitori. În comună funcționa o școală mixtă frecventată de 41 de elevi și o biserică.
Anuarul Socec din 1925 consemnează cele două comune în plasa Zimnicea a aceluiași județ. Comuna Beiu avea o populație de 1838 de locuitori (în satele Beiu și Cârloțeasca), iar comuna Ștorobăneasa avea o populație de 1804 de locuitori (doar în satul de reședință cu același nume).
În anul 1950, comunele au trecut în administrația raionului Zimnicea al regiunii Teleorman, raion care, doi ani mai târziu, a fost inclus în regiunea București. Între timp, satul Cârloțeasca a fost desființat și inclus în satul Beiu, iar în anul 1968, comuna a fost transferată la județul Teleorman. Tot atunci, comuna Beiu este desființată și inclusă în comuna Ștorobăneasa.

## Personalități
- Nicușor Iordan (n. 1979), interpret de muzică populară românească

## Politică și administrație
Comuna Ștorobăneasa este administrată de un primar și un consiliu local compus din 11 consilieri. Primarul, Mugurel Putineanu[*], de la Partidul Democrat Liberal, este în funcție din 2024. Începând cu alegerile locale din 2024, consiliul local are următoarea componență pe partide politice:
|  | Partid                          | Consilieri | Componența Consiliului | Componența Consiliului | Componența Consiliului | Componența Consiliului | Componența Consiliului | Componența Consiliului |
|  | ------------------------------- | ---------- | ---------------------- | ---------------------- | ---------------------- | ---------------------- | ---------------------- | ---------------------- |
|  | Partidul Social Democrat        | 6          |                        |                        |                        |                        |                        |                        |
|  | Alianța pentru Unirea Românilor | 5          |                        |                        |                        |                        |                        |                        |

## Obiective turistice
- Valea Teleormanului la vărsarea în râul Vedea, loc cunoscut sub denumirea populară "întâlnituri"
- Două Biserici ortodoxe "Adormirea Maicii Domnului" (Biserica "Adormirea Maicii Domnului" Ștorobăneasa a fost zidită din temelie în anul 1889 și pictura a fost definitivată în anul 1904. În anul 1996, în interior s-a efectuat tabloul în cinstea eroilor comunei din al doilea război mondial și eroii revoluției din anul 1989)
- Biserica creștină după Evanghelie
- Biserica baptistă
- Biserica adventistă
- Pădurea Beiu
- Conacul boieresc "Vasile Racotta"
- Conacul boieresc "Radu Noica"

## Sărbători și tradiții
Singura tradiție din această comună este sărbătoarea viilor "Zerezeanul"

## Monumente istorice
Singurul monument istoric din comuna Ștorobăneasa este Conacul Noica, din satul Beiu, construit în anul 1937 și este o operă a arhitectului Constantin Joja.